# Culture cellulaire

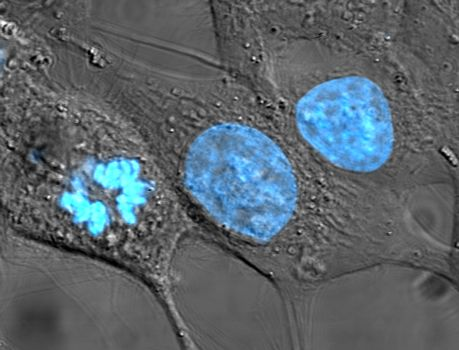
Cellules de la lignée d'une des plus anciennes cultures de cellules humaines, provenant de Henrietta Lacks, morte du cancer, et dont une lignée de cellules continue à être cultivée. Ces cellules HeLa ont été colorées de manière à montrer leur noyau cellulaire en fluorescence bleue sous un éclairage particulier.

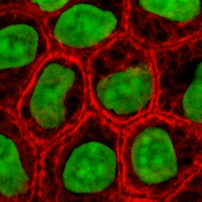
Cellules épithéliales en culture, colorées de manière à faire apparaître la kératine (en rouge) et l'ADN (en vert)

Pour les articles homonymes, voir Culture (homonymie).
La culture cellulaire est un ensemble de techniques de biologie utilisées pour faire croître des cellules hors de leur organisme (ex-vivo) ou de leur milieu d'origine, dans un but d'expérimentation scientifique ou de fécondation in vitro.

## Origine des cellules
Les cellules mises en culture peuvent être:
- des micro-organismes libres (bactéries ou levures)
- des cellules « saines » prélevées fraîchement d'un organisme (biopsie...), on parle alors de « culture primaire ». Ces cellules ne peuvent habituellement pas être maintenues en culture indéfiniment, notamment à cause de leur nombre limité de divisions (limite de Hayflick).
- des cellules ayant une capacité de division non limitée (on parle d'« immortalité en culture »). Ce sont des lignées cellulaires. Les lignées sont soit des cellules cancéreuses, soit des cellules en voie de cancérisation, soit des cellules saines rendues « immortelles » artificiellement, soit des cellules souches.
- Des tranches d'organes (d'épaisseur optimisée selon le tissu)

## Historique de la culture cellulaire
Les scientifiques tentent de cultiver les cellules en laboratoire depuis la fin du XIXe siècle, mais sans succès car les échantillons meurent systématiquement. En 1912, Alexis Carrel, chirurgien français, réussit à mettre en culture les cellules d'un cœur de poulet, qui continuait à battre. La communauté scientifique de l'époque pensait que son expérience était une des plus importantes de l'époque, et les magazines affirmaient qu'elle mènerait à l'immortalité de la cellule, mais Carrel était un eugéniste et un mystique. Chaque année il célébrait l'« anniversaire » des cellules, mais on finit par apprendre que les cellules d'origine n'avaient pas survécu très longtemps, et aucun scientifique n'avait réussi à reproduire son expérience. En fait Carrel réintroduisait de nouvelles cellules chaque fois qu'il les « nourrissait » avec un jus d'embryon.
La véritable avancée se produisit en 1951 lorsque les cellules d'Henrietta Lacks, connues sous le nom de cellules HeLa, prélevées lors de son opération du cancer et cultivées par le biologiste George Gay, se révélèrent « immortelles » en se reproduisant à l'infini. Elles sont toujours utilisées en laboratoire de nos jours.

## Étapes générales de la culture cellulaire

### Mise en culture des cellules
La culture primaire est un des systèmes de culture cellulaire formé par la culture de cellules directement obtenues à partir de tissus. Une culture primaire commence par la biopsie (~1 cm3) du tissu ou de l'organe par dissection. Normalement, les cellules ont des connexions intercellulaires, avec la membrane basale ou avec la matrice cellulaire. Pour que les cellules puissent être cultivées, ces connexions doivent être rompues (suspension de cellules individuelles). Il existe des méthodes de digestion enzymatique ou chimique dans lesquelles diverses enzymes protéolytiques, comme la trypsine ou la collagénase, sont utilisées. Également, des méthodes de séparation mécanique comme la division du tissu avec des couteaux chirurgicaux peuvent être utilisées. Les suspensions cellulaires obtenues sont purifiées par un processus de dilution et de centrifugation en série et transférées dans des récipients de culture,.

### Changement du milieu
Deux à trois jours après la mise en culture des cellules, un changement de milieu de culture est nécessaire. Dans le cas des cultures adhérentes, le milieu peut être retiré directement par aspiration, puis est remplacé. Dans le cas des cellules non adhérentes ou en suspension, le changement du milieu de culture doit être précédé par une étape de centrifugation à 200 g pendant 10 minutes. Ensuite, le culot de cellule doit être remis en suspension dans du milieu frais.

### Culture cellulaire secondaire (passage)
Comme décrit ci-dessus, les cellules en prolifération entraînent la consommation des substances requises rapidement et l'augmentation des métabolites et la diminution de leurs zones de prolifération dans l'environnement de la culture. Dans cette situation, la prolifération cellulaire commence à diminuer ou à cesser complètement. Afin de maintenir une densité cellulaire optimale pour une croissance continue et de stimuler une nouvelle prolifération, la culture primaire doit être transférée dans un nouvel environnement de culture dans des conditions appropriées, ou elles peuvent continuent à proliférer. Ce processus est connu sous le nom de culture cellulaire secondaire (le nom "passage" est couramment utilisé pour décrire ce changement de milieu).
La première étape de la culture secondaire de cellules adhérentes consiste à détacher les cellules du substrat lorsque les cellules atteignent une confluence élevée. La trypsine est souvent appliquée à cette fin. Les cellules sont ensuite subdivisées et réensemencées en cultures fraîches. La culture de cellules secondaires est périodiquement nécessaire pour fournir aux cellules un espace de croissance et des nutriments frais, ce qui permet de prolonger la vie des cellules et d'augmenter le nombre de cellules dans la culture .

## Composition du milieu de culture
Le milieu de culture cellulaire est un mélange complexe de nutriments et de facteurs de croissance qui, avec l'environnement physique, peut affecter développement des cellules. Les composants des milieux de culture cellulaire peuvent être séparés dans les classes générales suivantes : eau, glucose, acides aminés, vitamines, sels inorganiques et organiques, lipides et suppléments qui peuvent inclure des protéines, des facteurs de croissance, des hydrolysats et du sérum . Autre que la lignée cellulaire, il n'y a peut-être pas d'autre facteur qui influence plus fortement la prolifération de cellules 
Selon les types de cellules et leurs fonctions, les besoins nutritionnels et le pH diffèrent. Au fur et à mesure que la croissance cellulaire se poursuit, de l'ensemencement initial à la confluence ou à la densité cellulaire maximale, les cellules utiliseront les acides aminés et d'autres composants à des rythmes différents . Pour optimiser le bon développement cellulaire, il faut contrôler l'ammoniac, les radicaux libres, la toxicité des métaux lourds, les variations du pH, les fluctuations de l'osmolalité, l'épuisement des nutriments et les contaminants chimiques et biologiques
Les milieux peuvent être classés selon le degré de complexité des ingrédients non définis qui leur sont ajoutés, tels que les sérums animaux, les facteurs de croissance des protéines et les protéines animales ou végétales hydrolysées.

## Densité d'ensemencement
Plusieurs plaques et flacons de surfaces différentes sont utilisés dans la culture cellulaire. Le tableau ci-dessous, décrit par Thermo Fisher Scientific, représente quelques chiffres utiles tels que la surface, la densité d’ensemencement et le volume du milieu de culture pour des récipients de culture de différentes tailles. En effet, le nombre de cellules sur une plaque ou une flasque, ainsi que le volume de milieu de culture nécessaire varie selon le type de cellules mises en culture. Les cellules HeLa sont utilisées pour ce tableau .
|          | Surface (cm2) | Densité d'ensemencement | Volume du milieu de culture (mL) |
| -------- | ------------- | ----------------------- | -------------------------------- |
| 6 puits  | 9.6           | 0.3 x10^6               | 1-3                              |
| 12 puits | 3.5           | 2.1 x 10^6              | 1-2                              |
| 24 puits | 1.9           | 0.05 x 10^6             | 0.5-1                            |
| 48 puits | 1.1           | 0.03 x 10^6             | 0.2-0.4                          |
| 96 puits | 0.32          | 0.01 x 10^6             | 0.1-0.2                          |
| T-25     | 25            | 0.7 x 10^6              | 3-5                              |
| T-75     | 75            | 2.1 x 10^6              | 8-15                             |
| T-175    | 175           | 4.9 x 10^6              | 35-53                            |
| T-225    | 225           | 6.3 x 10^6              | 45-68                            |

## Congélation des cellules ou cryoconservation

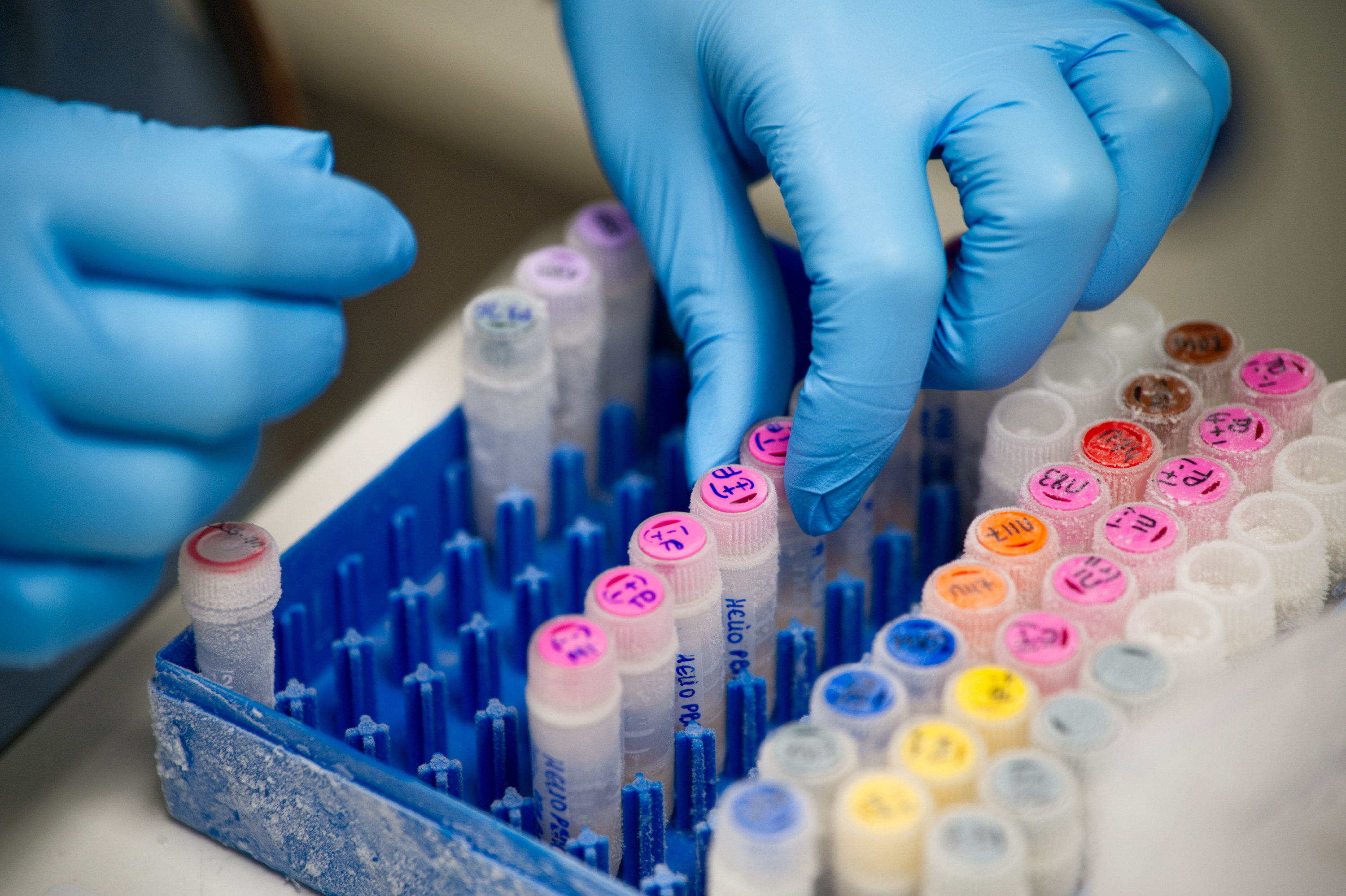
Boite de culture cellulaire à.

La cryoconservation est une méthode qui consiste à congeler les cellules, en maintenant leur viabilité, jusqu'à ce qu'elles soient décongelées des mois ou des années plus tard. Voici quelques intérêts de la cryoconservation des cellules  :
1. Minimiser les modifications génétiques
2. Éviter les contaminations par des micro-organismes et les contaminations croisées par d'autres lignées cellulaires
3. Inhiber la transformation des caractéristiques de la croissance et l'acquisition des propriétés associées à la malignité
4. Économiser du matériel et gagner du temps
5. Distribution à d'autres utilisateurs

## Culture des micro-organismes
La plupart du temps, les micro-organismes sont cultivés en suspension dans un milieu de culture ou sur un support nutritif semi-solide dans des boîtes de Petri. Les conditions physico-chimiques de croissance des bactéries en culture varient beaucoup, aussi bien en termes de température, pression atmosphérique, salinité du milieu, composition en biomolécules, et même parfois luminosité (exemple de certaines cyanobactéries).
Voir aussi l'article sur la culture microbiologique.

## Culture des cellules animales
Les cellules animales sont généralement cultivées en incubateurs, à une température de 37 °C et dans une atmosphère très humide à teneur en CO2 contrôlée, souvent 5 %.
Certaines cellules sont cultivées en suspension dans leur milieu nutritif (cellules non-adhérentes), d'autres sur des plastiques traités leur offrant des capacités d'adhérence. Ces supports peuvent prendre la forme de boîtes de différents formats ou de flasques.
On peut cultiver également les cellules dans des environnements tridimensionnels reconstitués proche des matrices extracellulaires naturelles (Matrigel).
Des techniques particulières de culture peuvent être appliquées à certaines cellules, soit de façon obligatoire pour leur survie, soit pour améliorer ces conditions ou le contrôle de certains paramètres lors des expériences :
- optimisation des conditions « atmosphériques » (ajout d'oxygène, etc.)
- optimisation de la composition des milieux nutritifs (ajout de certaines hormones, etc.)
- optimisation des supports (composition en biomolécules, etc.)
- culture sous agitation
- coculture avec des cellules « nourricières »
- culture sur des tissus préalablement « tués » par un procédé de congélation/décongélation
- inclusion dans des gouttelettes d'alginate
- culture en 3D dans des gels permettant de reproduire des phénomènes de morphogenèse ou de modéliser des organes
- etc.

## Conditions de croissance typiques
La culture cellulaire se fait souvent dans des flacons et des plaques multi-puits conservés dans des incubateurs au CO2. Les incubateurs régulent la température (~37oC), l'humidité (~95 %) et l'atmosphère gazeuse (CO2, 5 %) autour des cellules, et aussi indirectement le pH du milieu de culture avec un système tampon de bicarbonate. Ces paramètres, idéalement, devraient être constants et ne pas être une source de variations expérimentales 

## Enjeux et perspectives
Les cellules en culture constituent un matériel d'étude très important. Grâce aux avantages qu'elles offrent, les cellules continuent à être précieuses pour la recherche fondamentale et pour les applications directes. Les progrès technologiques sont importants pour relever les nouveaux défis complexes, et la manière dont les cellules sont cultivées in vitro est un domaine d'activité intense.
Pour répondre à la demande de la médecine régénératrice, les premiers robots ou systèmes automatisés de culture cellulaire apparaissent sur le marché au début du XXIe siècle.
En 2010, L'Institut National des Sciences et Techniques Industrielles Avancées (AIST, JAPON) et Kawasaki Heavy Industries ont présenté le premier robot (dit R-CPX, pour Robotized - Cell Processing eXpert system) capable de cultiver conjointement des cellules venant de plusieurs personnes. C'est un bloc de 4 m de large et 2 m de haut comprenant deux bras robotisés reproduisant les mouvements d'un technicien expérimenté, dans un milieu désinfecté par de la vapeur de peroxyde d'hydrogène. Il coûterait environ 100 millions de yen, soit +/- 800 000 €) et l'entreprise espère en vendre une centaine d'unités en 10 ans.
Depuis les années 2010, l'apparition de système de culture tridimensionnel (gel) a permis de réaliser de grandes avancées dans la mise en culture de système pluricellulaire et la formation d'organoïde.